# 関口巌
関口 巌（せきぐち いわお、1940年4月28日 - ）は、東京都出身の元NHKのアナウンサー。東京都立北園高等学校、東京外国語大学卒。
1963年にNHK入局。山形・青森・宮崎・鹿児島・名古屋・宇都宮・東京等の放送局でアナウンサーを担当。
宮崎・鹿児島・宇都宮では「夕べのひととき」や「FMリクエストアワー」（いずれもFM放送）を担当。リスナーから寄せられるアイドルのリクエストには応じず、リスナーに媚びない選曲と番組進行で人気を集める。
2000年4月4日から「サンセットパーク」のディスクジョッキーを担当、その途中で定年退職を迎える（2002年3月26日降板）。
現在は嘱託職員（専門委員）としてラジオの「NHKニュース」「株式市況」「気象通報」、NHKワールド・ラジオ日本の「ニュース」を担当している。

## 出演

### テレビ
- NHKニュース
- おはよう日本

### ラジオ
- 夕べのひととき
- FMリクエストアワー
- サンセットパーク
- NHKニュース
- 株式市況
- 気象通報

| スタブアイコン | サブスタブ | この項目は、まだ閲覧者の調べものの参照としては役立たない、アナウンサーに関連した書きかけの項目です。この項目を加筆・訂正などしてくださる協力者を求めています（PJ:アナウンサー）。 |